# Ndubuisi Egbo
Ndubuisi Emmanuel Egbo (Aba, 25 luglio 1973) è un allenatore di calcio ed ex calciatore nigeriano, di ruolo portiere.

## Palmarès

### Giocatore

#### Club

##### Competizioni nazionali
- Campionato nigeriano: 1

Julius Berger: 1996
- Coppa d'Egitto: 1

Al-Masry: 1998
- Campionato albanese: 1

KF Tirana: 2002-2003
- Coppa d'Albania: 1

KF Tirana: 2001-2002
- Supercoppa d'Albania: 1

KF Tirana: 2002

### Allenatore

#### Competizioni nazionali
- Campionato albanese: 1

KF Tirana: 2019-2020